# The King: Eternal Monarch
The King: Eternal Monarch (더 킹: 영원의 군주?, Deo King: Yeong-won-ui gunjuLR, lett. "Il re: Il monarca dell'eternità") è una serie televisiva sudcoreana trasmessa su SBS dal 17 aprile al 12 giugno 2020. È stata resa disponibile su Netflix con i sottotitoli in italiano.

## Trama
Lee Gon, imperatore di un moderno regno di Corea, attraversa la barriera che lo separa da una realtà alternativa in cui la Corea è una repubblica anziché una monarchia. Lì incontra la detective Jung Tae-eul, che riconosce da una carta d'identità che ha ottenuto nel momento di svolta della sua infanzia, l'assassinio di suo padre Lee Ho. Intanto suo zio Lee Lim, che ha assassinato il re precedente, si nasconde e raduna eserciti viaggiando tra i due mondi paralleli.

## Personaggi
- Lee Gon, interpretato da Lee Min-ho e Jeong Hyun-jun (da giovane)
- Jung Tae-eul / Luna, interpretata da Kim Go-eun
- Jo Eun-seob / Jo-yeong, interpretato da Woo Do-hwan e Jung Si-yul (da giovane)
- Kang Shin-jae, interpretato da Kim Kyung-nam e Moon Woo-jin (da giovane)
- Goo Seo-ryung / Goo Eun-a, interpretata da Jung Eun-chae
- Lee Lim, interpretato da Lee Jung-jin

## Colonna sonora
1. I Just Want To Stay With You  - Zion.T
2. Orbit - Hwasa (Mamamoo)
3. Gravity (연) - Kim Jong-wan (Nell)
4. Maze - Yongzoo
5. I Fall In Love - Ha Sung-woon (Hotshot)
6. Please Don't Cry - Davichi
7. You Can't Stop It From Blooming (꽃이 피는 걸 막을 순 없어요) - Sunwoo Jung-a
8. Dream - Paul Kim
9. Heart Break - Gaeko (Dynamic Duo) e Kim Na-young
10. My Day is Full of You (나의 하루는 다 너로 가득해) - ZICO (Block B) e Wendy (Red Velvet)
11. My Love - Gummy
12. Quiet night (모두 잠든 밤) - Hwang Chi-yeul